# Телтов
Телтов (њем. Teltow) град је у њемачкој савезној држави Бранденбург. Једно је од 38 општинских средишта округа Потсдам-Мителмарк. Посједује регионалну шифру (AGS) 12069616.

## Географски и демографски подаци
Град се налази на надморској висини од 39 метара. Површина општине износи 21,5 km². У самом граду је, према процјени из 2010. године, живјело 21.226 становника. Просјечна густина становништва износи 985 становника/km².